# 베테-파인만 방정식
베테-파인만 효율 방정식(Bethe-Feynman efficiency formula)은 1942년 처음 개발하여 1943년 처음 도출한 방정식으로 핵폭탄의 수율을 계산할 수 있는 방정식이다. 이 방정식에 대한 모든 것은 미군 기밀정보로 지정되어 비공개되어 있다.

## 관련 방정식
- a = 그램 당 내부에너지
- b = 성장률
- c = 구 반지름

{\displaystyle a\approx (bc)^{2}f}
베테-파인만 방정식에는 규모에 따른 값의 정확도를 높이기 위하여 여러 비례계수 및 상수, 기타 함수들이 포함된다.

## 같이 보기
- 리처드 파인만
- 한스 베테